# Struthio camelus
El avestruz (Struthio camelus) es una especie de ave estrutioniforme de la familia Struthionidae. Es un ave grande que no vuela, sino que es corredora. Se halla en África, y en tiempos pasados también habitó en Oriente Medio. Es la más grande y la más pesada de las aves que aún existen; puede alcanzar los tres metros de altura y pesar unos 180 kg.

## Descripción

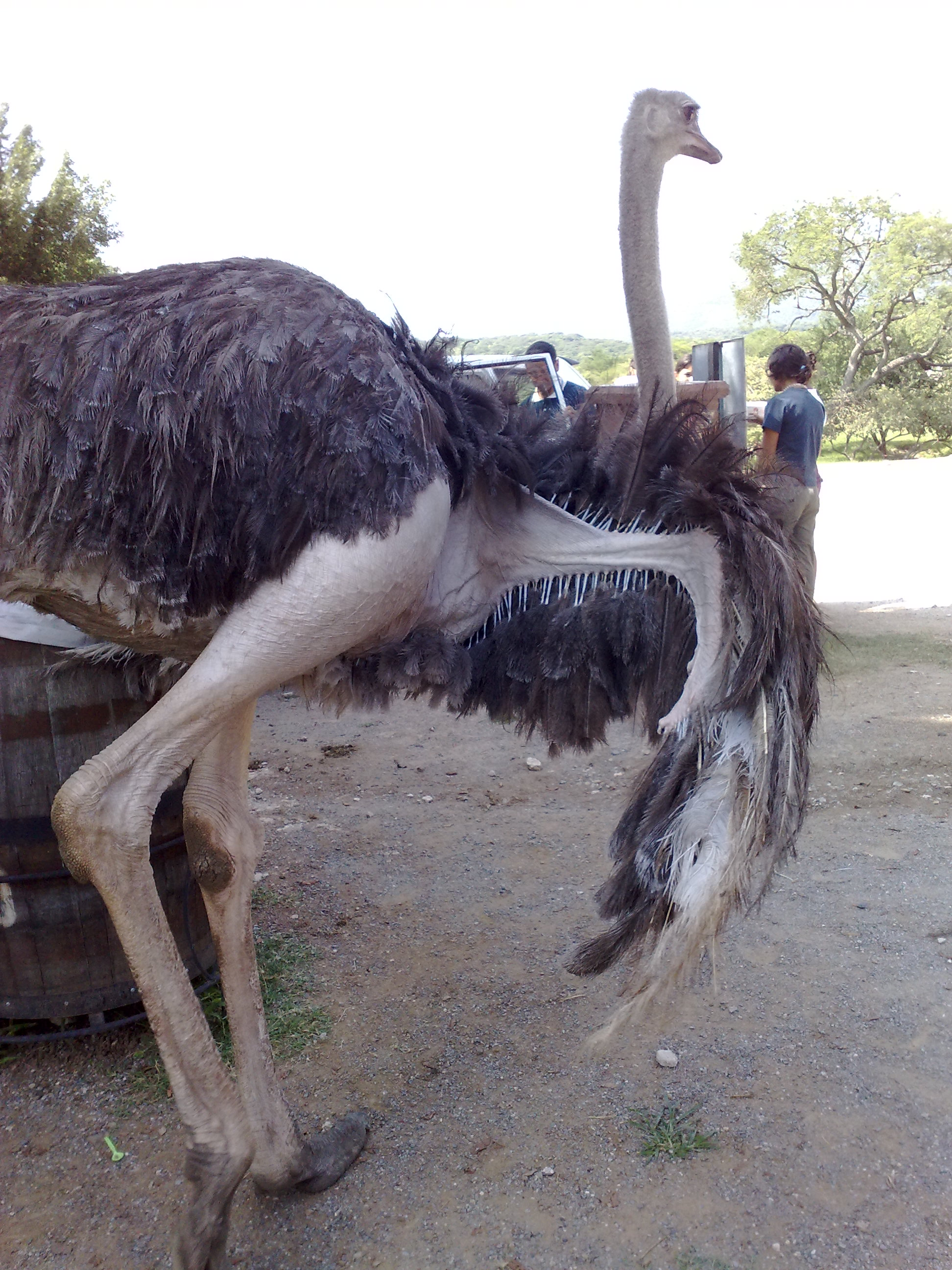
Vista trasera de ala de avestruz

Es el ave más grande y de mayor peso del mundo. Cuando nacen los polluelos miden entre 25 y 30 cm de altura, pesando unos 900 g. Durante el primer año de vida los polluelos crecen unos 25 cm al mes. Los machos adultos pueden llegar a alcanzar los 2,75 o incluso 3 metros, y pesar alrededor de 180 kg.
Sus alas pequeñas no les permiten volar, aun así, les ayudan a impulsarse, equilibrarse al correr y como mecanismo de defensa, agitándolas para atacar a posibles depredadores.
Posee una cabeza pequeña en relación con el cuerpo, grandes ojos que miden cinco centímetros de diámetro y le proporcionan una vista excelente, pico plano y de punta roma, largo cuello desprovisto de plumas al igual que sus largas patas, que son potentes y musculadas, perfectamente adaptadas para correr, llegando a alcanzar más de 70 km/h durante unos treinta minutos. Si se ven acorralados atacan con fuertes patadas usando sus garras como armas. Mientras que la mayoría de las aves tienen cuatro dedos en cada pata, el avestruz presenta tan solo dos.
Su longevidad está entre los treinta y cuarenta años, aunque en cautividad pueden llegar a cumplir cincuenta años.

### Dimorfismo sexual

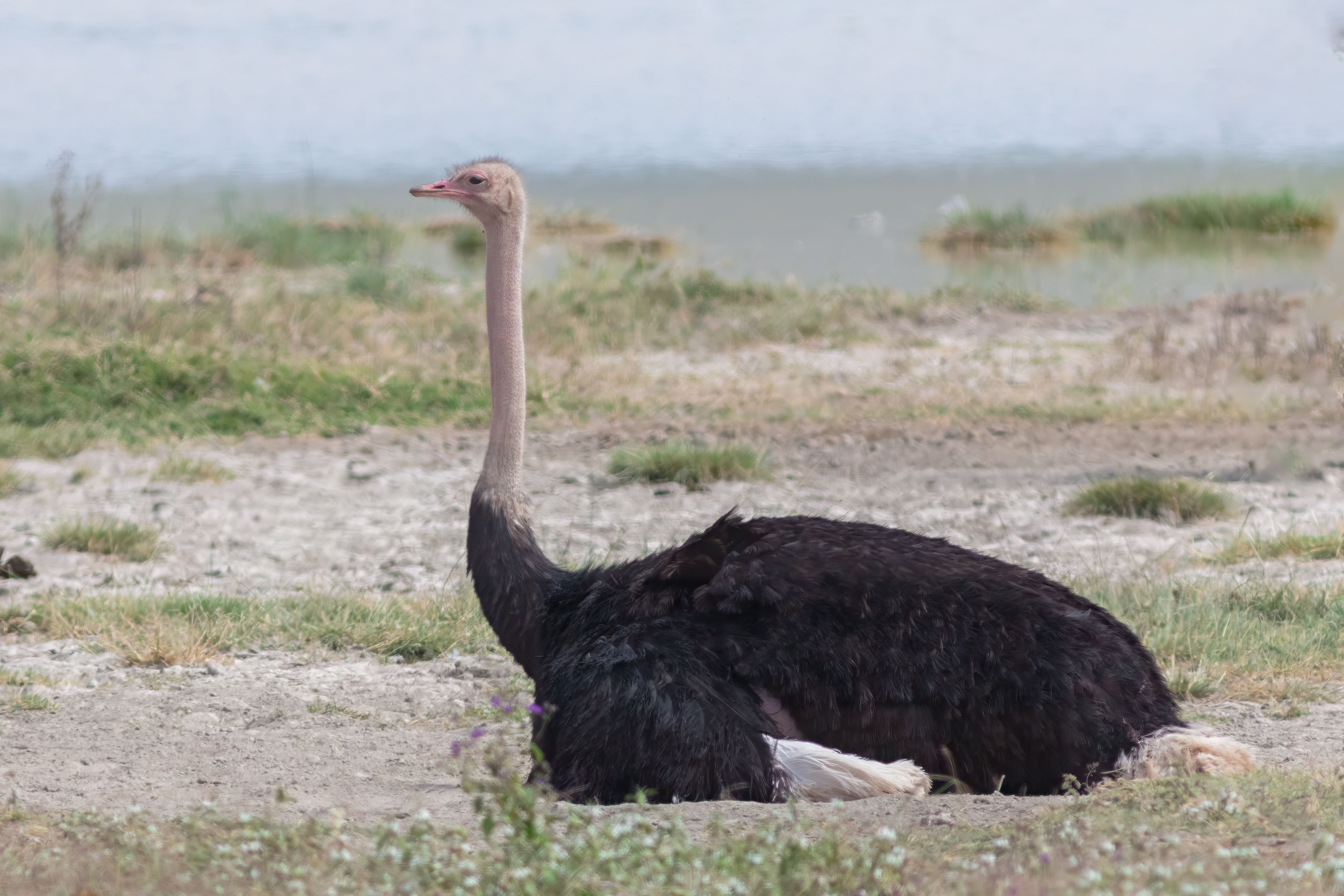
Avestruz macho en Tanzania.

El macho, por lo general, llega a medir unos 2,75 m. Su plumaje es negro, con la punta de las alas y de la cola de color blanco.
La hembra mide alrededor de 2,30 m, el color de su plumaje es gris. El color del plumaje en las hembras depende de la presencia de estrógenos, por lo tanto, las hembras inmaduras o esterilizadas presentan un plumaje negro.

### Canto
Debido a las características anatómicas de la siringe del avestruz, no emite canto como si lo hacen otras aves. No obstante, ocasionalmente manifiestan una especie de siseo en tono fuerte. Por otra parte, las crías del avestruz en estado de alteración lanzan un grito estridente, aunque más característicos son los silbidos y gorgoteos a modo de llamada que emiten hasta alcanzar el mes de nacer.
Además, el macho adulto emite un sonido de bravura cuando quiere establecer su territorio y avisar a otros ejemplares competidores, así como para controlar a sus propias crías. La fonación emitida para ello consiste en un leve sonido ronco semejante a un bramido o descrito en ocasiones como un gruñido nasal que puede recordar al de un león. También pueden usarlo durante el cortejo nupcial, donde se antoja más profundo.
Las hembras por el contrario no presentan fonación alguna, dado que el único sonido que emiten a lo largo de su vida adulta, es algo similar a un cloqueo cuando son cortejadas por el macho.

### Reproducción
Cortejo y apareamiento

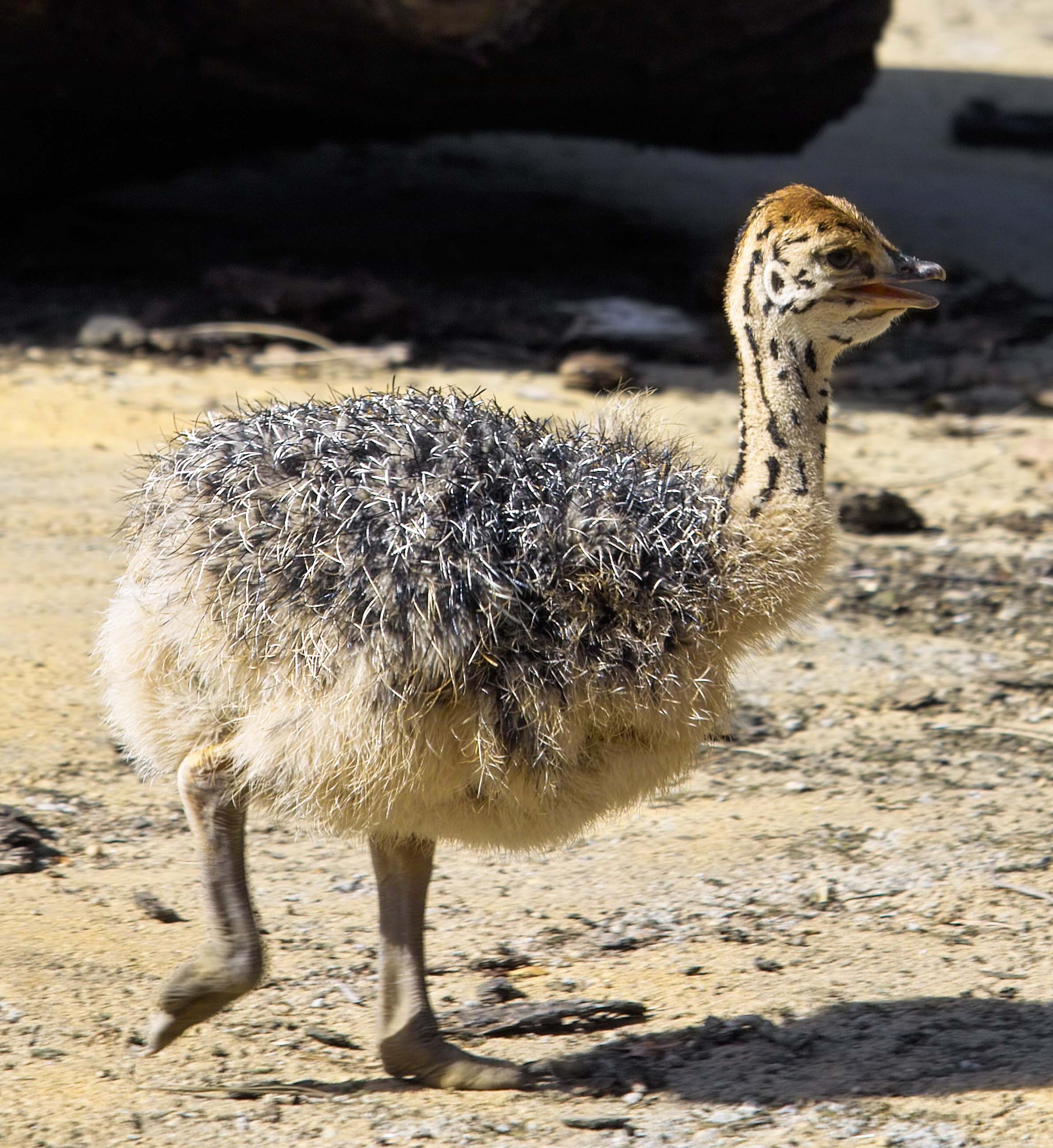
Polluelo de avestruz.

Su comportamiento reproductivo es muy variable, dependiendo de la densidad de población, las condiciones climáticas y el hábitat. Los machos alcanzan la madurez alrededor de los tres años de edad. Las hembras, si están bien alimentadas, pueden alcanzar esta madurez unos seis meses antes.
Durante la época de celo, a mediados o finales de mayo, tanto el cuello como el pico del macho toman una coloración rojiza (por acción de la testosterona), y es entonces cuando se vuelven altamente territoriales defendiendo un área o territorio.
Para llegar a la cópula, los machos realizan un cuidadoso cortejo nupcial. Echándose en el suelo, se posicionan sentados sobre sus patas con las alas abiertas, levantando y recogiendo un ala tras otra sincronizadamente, al tiempo que realizan un movimiento oscilante de cabeza y cuello, así como suben y bajan la cola. Las plumas blancas en forma de abanico, tanto de alas como de cola, dan el atractivo necesario al macho para aparearse con la hembra, que girará alrededor agitando sus alas y bajando la cabeza para mostrarse receptiva. Esta danza o ritual dura unos diez minutos aproximadamente, y tras su finalización comienza el coito, siendo el órgano reproductor del macho el pene, que puede alcanzar hasta los 40 cm de largo, introducido en la vagina u órgano reproductor de la hembra a través de la denominada ranura seminal.
Nido e incubación
El macho es el encargado de construir el nido, que consiste en una depresión cavada en la tierra. A partir de ese momento la hembra elegida, llamada hembra principal, es la primera en colocar sus huevos, ya que el macho vuelve a repetir el cortejo nupcial con otras hembras, apareándose por lo general con tres en total, pudiendo llegar hasta a las cinco. A estas hembras se les llama hembras secundarias, que también pondrán sus huevos en el mismo nido, justo unos días después que la primera hembra y con su consentimiento previo, aunque no participan en la incubación puesto que tras la puesta se marchan. La nidada puede llegar a los cuarenta huevos, de los cuales probablemente solo sobrevivirán unos treinta. En la naturaleza, como animal libre y salvaje, cada hembra puede poner desde diez hasta quince huevos. Sin embargo, en cautiverio cada hembra llega a poner unos cincuenta huevos por temporada.

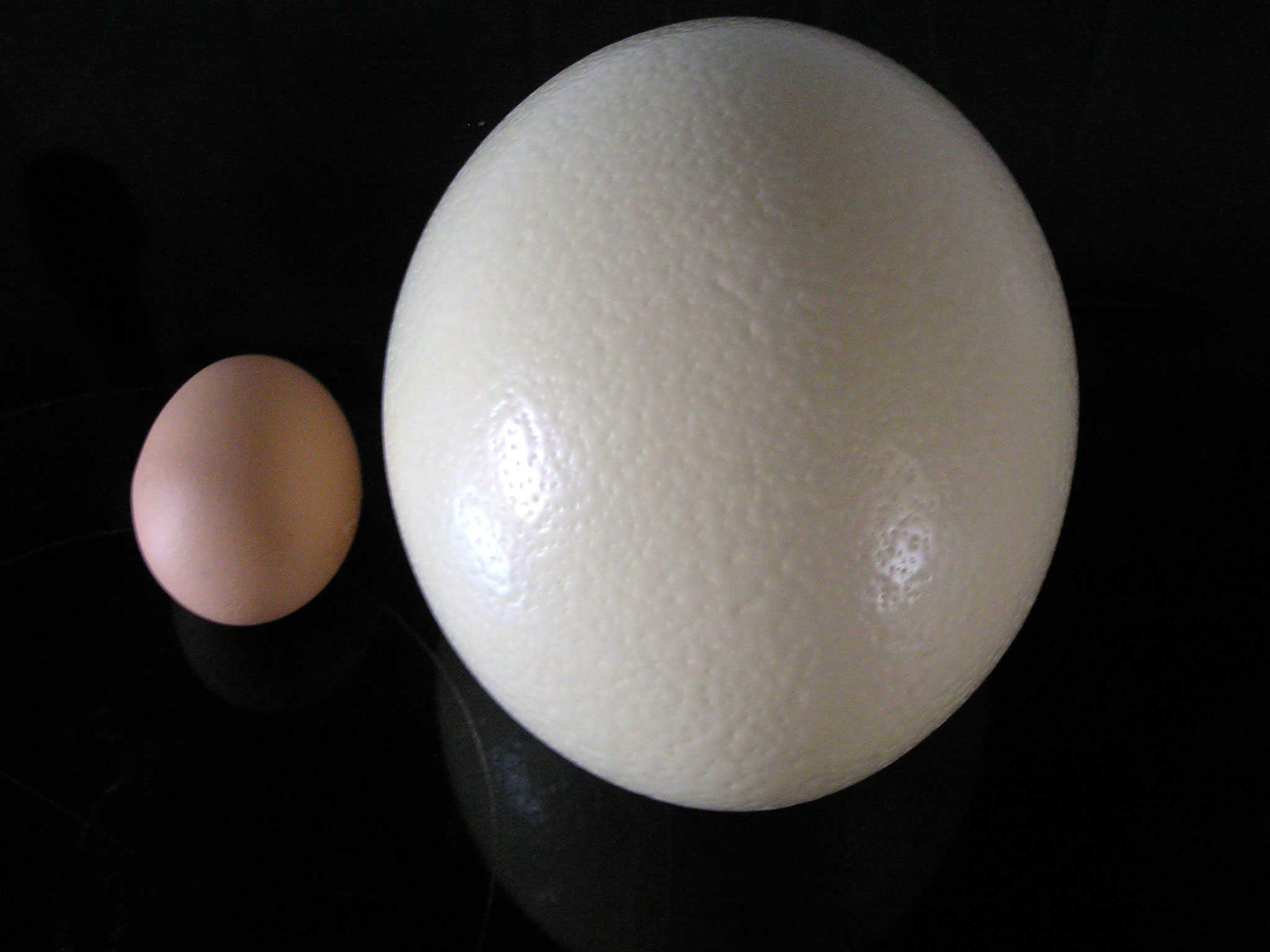
Huevo de gallina y de avestruz.

La puesta del avestruz se produce desde marzo o abril hasta octubre o noviembre, siendo por tanto estacional. El macho es habitualmente el encargado de incubar los huevos por la noche, y la hembra (su pareja o hembra principal) lo hace por el día durante un período de entre treinta y nueve y cuarenta y dos días (es importante destacar que el macho incuba una mayor proporción del tiempo que la hembra, alrededor del 65%). De noche, todos los avestruces macho que comparten territorio, se intercambian alternativamente las posiciones de incubación habiéndose dado el caso de que un macho despistado no encuentre su nido, con la fatal pérdida de los polluelos.
Huevo

Un huevo de avestruz pesa entre 1 y 2 kg (equivale a unos veinticuatro huevos de gallina). Son de color blanco o amarillentos (posiblemente, esto evita que se recalienten en el sol de la sabana).
Sus huevos son los más grandes de todas las aves; llegan a medir 25 cm de largo.
Eclosión y crianza
Cuando los huevos se abren, el macho se hace cargo de las crías (con ayuda de la hembra), y puede reunir crías de varias familias juntas, dado que al encontrarse dos familias de avestruces diferentes, los padres de ambos se disputan el derecho a cuidar los polluelos. Pueden llegar a verse parejas con más de cien crías y de todos los tamaños, de hecho está documentado un grupo de casi cuatrocientos jóvenes.

## Ecología

### Distribución y hábitat
Su distribución geográfica se da en zonas áridas y semiáridas, por lo que su hábitat puede comprender lugares con oscilaciones térmicas de entre -15 y 40 °C (noche y día), lugares con gran amplitud térmica, y una pluviometría de 200 mm. Ocupa espacios abiertos, donde su altura le permite avistar a los posibles predadores que se acerquen, viviendo tanto en desiertos como en sabanas, o en llanuras de escasa vegetación donde aparezca algún que otro árbol, arbustos y hierba de la que alimentarse. Estos hábitats se encuentran preferentemente en África y Arabia.
Alrededor del 90% de los avestruces silvestres habitan en África, al sur de la línea del ecuador.
La subespecie nominal, la única superviviente al norte del ecuador, se encuentra en serio peligro de extinción. Entre los intentos de conservación de esta especie destaca su introducción en el Parque nacional de Souss-Massa, en Marruecos, con el objeto de aclimatarlo a condiciones naturales y proceder, posteriormente, a su liberación en su antigua área de distribución cuando se pueda garantizar su supervivencia.

### Alimentación

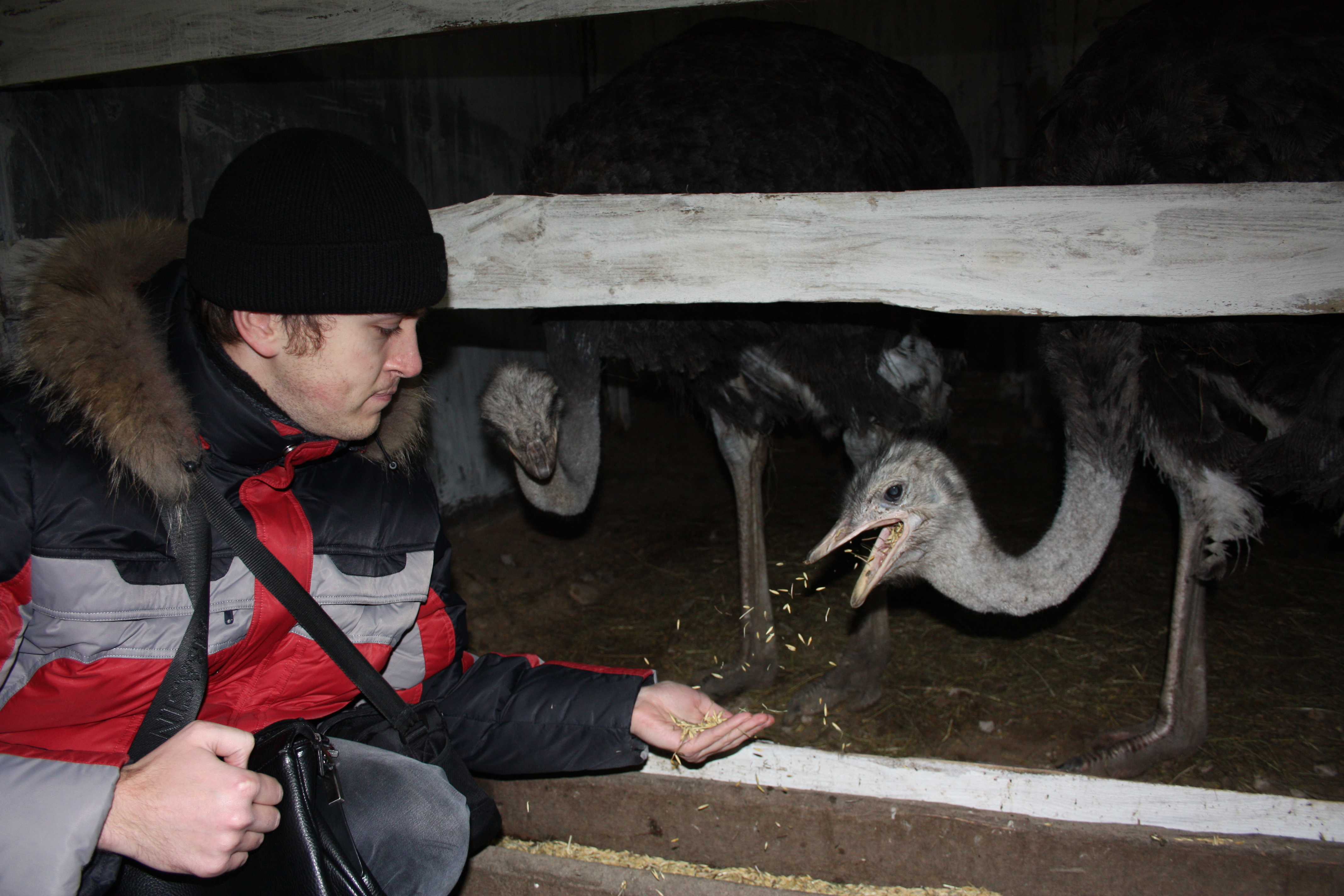
Hombre alimentando avestruces en cautiverio.

El avestruz, al igual que todas las aves, carece de dientes y presenta escasa movilidad en la lengua, por lo que no realiza masticación alguna sobre lo que ingiere. Toma el alimento con el pico y lo hace avanzar hacia la apertura del esófago.
Es un animal herbívoro con capacidad para digerir la fibra, aunque no es un herbívoro estricto; de hecho, algunos autores lo consideran omnívoro, pues puede ingerir pequeños animales y artrópodos. Incluso se le ha observado consumiendo restos de carroña abandonados por animales carnívoros.
Al consumir vegetales, prefieren flores y frutos, desechando generalmente las hojas. En su voracidad pueden llegar a ingerir piedras, rocas o minerales, que retenidas en su organismo ayudan a moler los alimentos. Poseen, por tanto, un gran apetito, no resistiendo demasiado tiempo en ayunas, pero en estado salvaje pueden soportar largos periodos sin beber agua (al igual que el camello), aunque según la edad, el tamaño del avestruz y otros factores esto puede afectarle de una u otra forma; en cautividad y en ejemplares de cuatro a seis meses, de prolongarse la carencia de agua por más de cuarenta y ocho horas se observa una disminución aproximada de peso corporal en un 30 % y se observa que, a partir de veinticuatro horas con privación de agua, el animal reduce considerablemente su ingestión de alimento.
A diferencia de la mayoría de las aves, los avestruces no poseen buche donde almacenar el alimento; por el contrario, su proventrículo y molleja son más largos que los de las demás aves y en proporción a sus cuerpos, por lo que es ahí donde almacenará y fermentará todo lo que ingiera. Además, la molleja de los avestruces posee una pared gruesa de capa muscular muy desarrollada.

## Taxonomía
El avestruz fue descrito originalmente por el científico, naturalista, botánico y zoólogo sueco Carlos Linneo en su obra Systema naturæ, bajo su actual nombre binomial. Su nombre científico se deriva del latín, struthio que significa "avestruz" y camelus que significa "camello", aludiendo a su hábitat seco.
Los avestruces pertenecen al orden Struthioniformes, también llamadas ratites. Caracterizadas por la ausencia de quilla en el esternón. El avestruz pertenece, dentro de este orden, a la familia Struthionidae (siendo considerado hasta hace poco su único representante no extinto; a partir de 2006 se reconoce otra especie, Struthio molybdophanes).

### Subespecies del avestruz
Se reconocen las siguientes subespecies:
| Ilustración | Nombre trinomial Autor          | Nombre común            | Distribución                                | Comentarios         |
| ----------- | ------------------------------- | ----------------------- | ------------------------------------------- | ------------------- |
|             | S. c. australis Gurney, 1868    | Avestruz de cuello azul | África austral                              |                     |
|             | S. c. camelus Linnaeus, 1758    | Avestruz de cuello rojo | Sahel del norte de África y Sudán.          | Subespecie nominal. |
|             | S. c. massaicus Neumann, 1898   | Avestruz masái          | Sur de Kenia y este de Tanzania.            |                     |
|             | S. c. syriacus Rothschild, 1919 | Avestruz arábiga        | Antiguamente en los desiertos sirio y árabe | Extinta circa 1966. |

## Estado de conservación
La población de avestruces salvajes ha disminuido drásticamente en los últimos doscientos años, estando la mayoría de los ejemplares en reservas y granjas. Sin embargo, su distribución sigue siendo amplia (9 800 000 km²) por lo que la Unión Internacional para la Conservación de la Naturaleza y BirdLife International a tratarlo como una especie bajo preocupación menor. De sus cuatro subespecies, el avestruz árabe (S. c. syriacus) se extinguió alrededor de 1966, y el avestruz del norte de África (S. c. camelus) ha disminuido hasta el punto de que ahora está incluido en el Apéndice I de CITES y algunos lo tratan como en peligro crítico de extinción.

## Relación con el ser humano

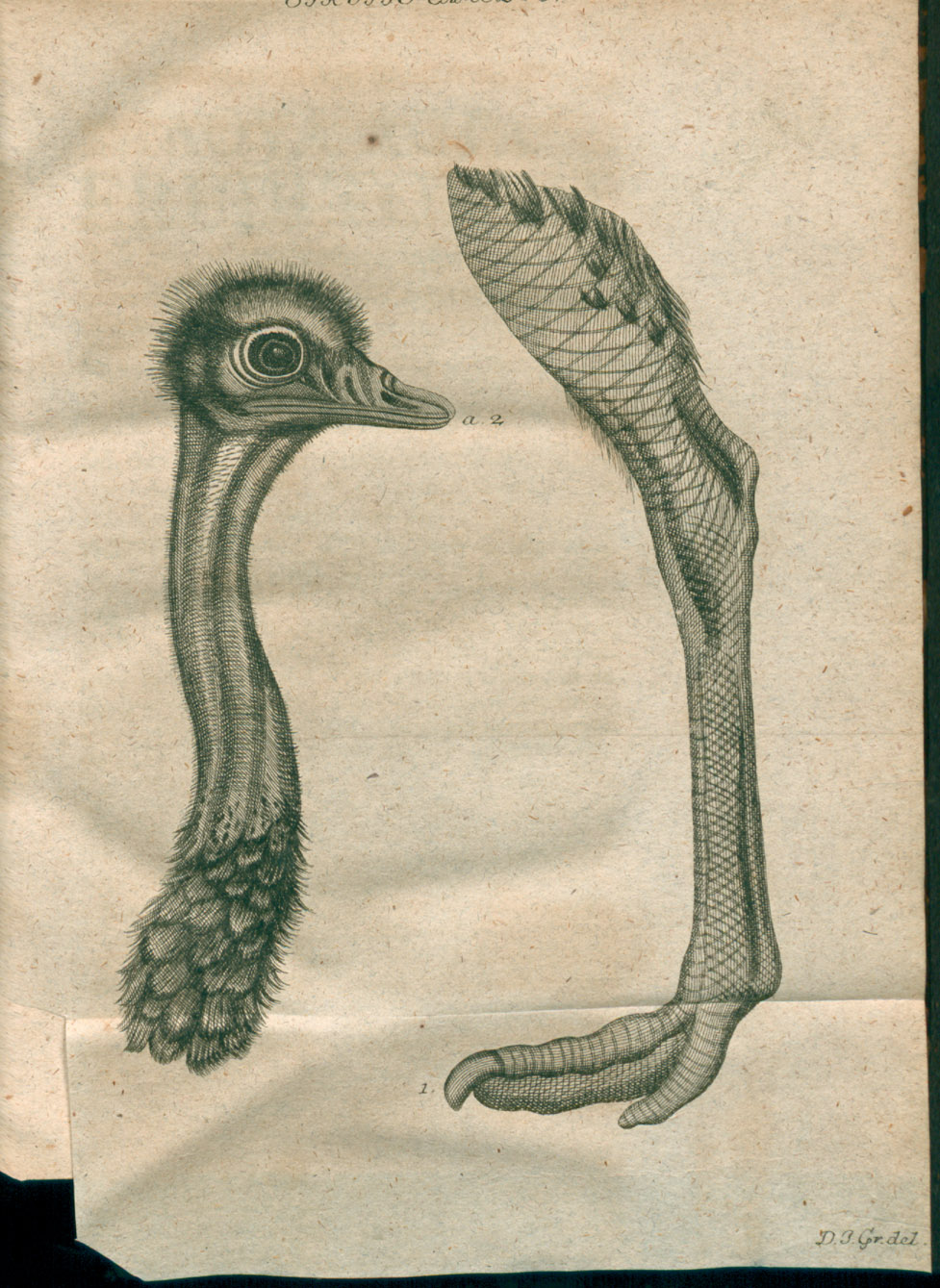
Ilustración publicada en Acta Eruditorum, 1759

### Nombre común
La palabra «avestruz» llega al español por el occitano provenzal «estrutz», que deriva del latín «struthĭo», y esta del griego «στρουθíων», abreviación de «στρουθοκάμηλος», palabra compuesta por «στρουθιο» (struthio = gorrión) y «κάμηλος» (kámēlos = camello), es decir: "gorrión (grande como un) camello".
La Real Academia Española lo define como masculino (el avestruz negro), y también el Diccionario panhispánico de dudas, señalando este como incorrecto "la avestruz".

### Domesticación

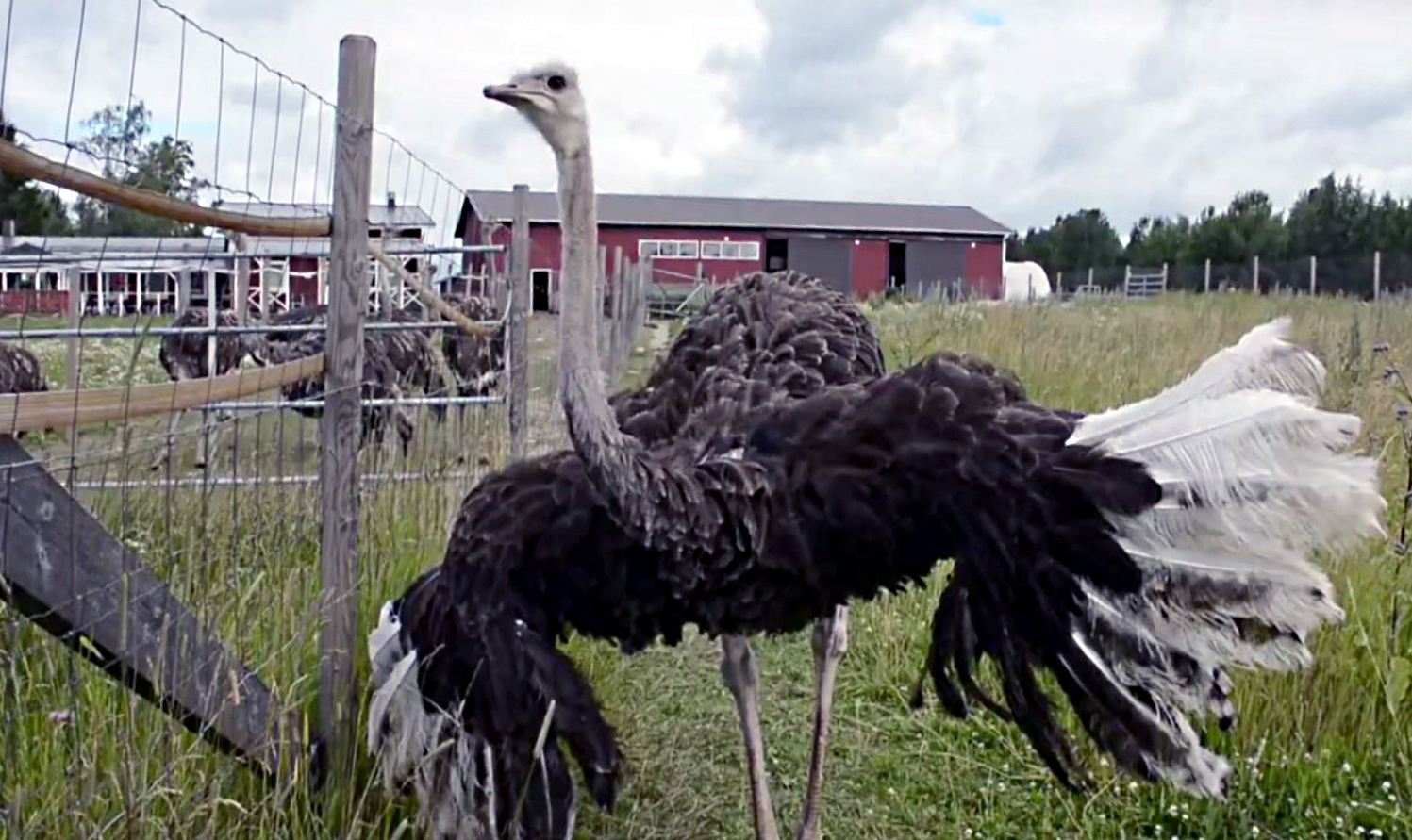
Granja de avestruces Ketola en Nurmijärvi, Finlandia.

El avestruz doméstico, cuello negro o african black (Struthio camelus domesticus), es un mestizaje, desarrollado a partir de las subespecies Struthio camelus camelus y Struthio camelus australis, por lo tanto, no existe en la naturaleza.
De tamaño menor a las otras subespecies de avestruces, posee un comportamiento menos agresivo, lo que permite un manejo más fácil en los criaderos y en la industria del avestruz.
La domesticación y ganadería de avestruces puede ir dirigida hacia la producción de carne, piel, plumas y huevos. Sobre la base de estas producciones, el avestruz es explotado a lo largo de todo el mundo, siendo un animal que se adapta bien a los diferentes climas. Algunos países productores son: Sudáfrica, Namibia, Israel, Australia, Estados Unidos, Canadá, Francia, España, Gran Bretaña, Holanda, Bélgica, Alemania, Italia, Ucrania.

### Mitos sobre el avestruz
La creencia generalizada de que el avestruz en presencia de un peligro esconde la cabeza bajo el suelo es falsa, lo más que llegan a hacer es bajar la cabeza a ras del suelo para pasar desapercibidos y parecer un arbusto. Aunque lo habitual es que salgan corriendo o ataquen con sus poderosas patas. Este comportamiento también lo tienen los polluelos cuando se encuentran ante un peligro. Por ello, la frase «esconder la cabeza como un avestruz», no tiene fundamento.